# 4-amminofenolo
Il 4-amminofenolo o para-amminofenolo è un composto organico con formula chimica H2NC6H4OH. Tipicamente in forma di polvere bianca, è comunemente usato come rivelatore nella fotografia in bianco e nero e per la sintesi del paracetamolo; alcuni suoi sali vengono commercializzati come rivelatori fotografici in soluzione sotto nome commerciale di Rodinal, Rodinol, Ursal P, PAP low sulfite (basso solfito).
Riflettendo il suo carattere leggermente idrofilo, questa polvere bianca è scarsamente solubile in alcool e può essere ricristallizata dall'acqua calda. In presenza di una base, si ossida rapidamente. I suoi derivati N-metil- e N,N-dimetil- sono di valore commerciale.
Il composto è uno dei tre amminofenoli isomeri, gli altri due sono il 2-amminofenolo ed il 3-amminofenolo.

## Sintesi
Viene prodotto attraverso la nitrazione del fenolo, seguita da una riduzione con ferro. Un'alternativa a questo processo è l'idrogenazione parziale del nitrobenzene che produce fenilidrossilammina, la quale si riarrangia spontaneamente a 4-amminofenolo.:
C6H5NO2  +  2 H2   →  C6H5NHOH  +  H2O
C6H5NHOH   →  HOC6H4NH2

## Reazioni
La p-amminofenolo è l'intermediario finale nella sintesi industriale del paracetamolo: reagisce, infatti, con l'anidride acetica per formare paracetamolo:

## Tossicità
Lo studio delle urine di alcuni lavoratori a contatto con nitrobenzene ha rivelato tracce di 4-amminofenolo.